# Politika in uprava Nemčije
Politična ureditev Nemčije je zvezna parlamentarna republika, določa jo ustava (Grundgesetz), ki je bila sprejeta leta 1949 in je z manjšimi spremembami ostala v veljavi tudi po združitvi Vzhodne ter Zahodne Nemčije leta 1990.

## Politični sistem

### Zakonodajna veja oblasti
Zakonodajna veja oblasti v Zvezni republiki ZR Nemčiji je v rokah dvodomnega parlamenta. Le-ta je sestavljen iz zveznega odbora (Bundestag) ter zveznega sveta (Bundesrat). To sta spodnja in zgornja zbornica parlamenta, zvezna zakonodajna veja pa je razdeljena med njima.
Poslanci za zvezni zbor so izvoljeni na splošnih in neposrednih volitvah s strani državljanov ZR Nemčije za dobo štirih let. Predsednik ZR Nemčije pa lahko njihov mandat predčasno konča z razpustitvijo parlamenta, kar se je že trikrat zgodilo v zgodovini ZR Nemčije. Glavna naloga zveznega zbora je sprejemanje zakonov, nadzor vlade in volitve zveznega kanclerja, v njem pa se odvijajo tudi strankarski pogovori o pomembnih odločitvah na področju notranje in zunanje politike. Zvezni zbor lahko ustanovi preiskovalne komisije, s pomočjo katerih nadzira delo vlade in zveznega kanclerja, ima pa tudi pooblastilo za izrek zaupnice celotni vladi. Obveznost zveznega zbora je izvolitev pooblaščenca za oborožene sile, ki skrbi za varstvo temeljnih pravic. Seje zveznega zbora morajo biti javne. V primeru, da je po končanem mandatu starega zbora izvoljen novi, velja med njima načelo diskontinuitete. To pomeni, da se z razpustitvijo
starega zveznega zbora vsi zakonodajni postopki štejejo za dokončane.
Zvezni svet je samostojen organ zveze, preko katerega zvezne dežele ZR
Nemčije sodelujejo pri zakonodaji in upravi ter pri zadevah, povezanih z EU.
Hkrati pa predstavlja tudi protiutež zveznemu zboru in zvezni vladi ter vez med
zvezo in deželami. Spada v skupino nepopolnih domov, ki niso enakopravni prvemu
domu (v tem primeru zveznemu zboru). V primeru, da med obema zakonodajnima
domovoma pride do  nesoglasja, se
ustanovi poseben skupni odbor iz dveh tretjin članov zveznega zbora in ene
tretjine članov zveznega sveta, ki je pristojen za razrešitev nesoglasja.
Ustanovitev in delovanje skupnega odbora določa poslovnik, ki ga sprejme zvezni
zbor s soglasjem zveznega sveta.

#### Zvezna vlada
Zvezno vlado sestavljajo ministri, zadolženi za
posamezna področja in zvezni kancler.
V političnem sistemu ZR Nemčije kancler sam določi število ministrov, ki jih bo
potreboval v svojem mandatu, določi pa tudi njihove pristojnosti. Predloge
kanclerja pa mora potrditi predsednik ZR Nemčije.
Ministri so odgovorni za vodenje svojih
ministrstev in zanje tudi odgovarjajo. Ministrstva, ki so v ustavi deklarirana
kot obvezna so: ministrstvo za notranje zadeve, pravosodje, za finance in za
obrambo.
Kancler je izvoljen na predlog predsednika države
v zveznem zboru z absolutno večino vseh poslancev. Kancler ima izredno močno
vlogo, saj vodi nemško politiko tako doma kot v tujini, določa pa tudi okvire,
v sklopu katerih morajo delovati resorni ministri. V primeru, da resorni
minister ne deluje v skladu z določenimi okviri, mora le-ta odstopiti. Kancler
je odgovoren parlamentu, ministri pa kanclerju. Trenutno v ZR
Nemčiji kanclersko mesto zaseda Angela Merkel, ki se je na tem položaju obdržala
tudi po menjavi koalicije.

#### Zvezni predsednik
Čeprav je zapisano, da je vodja ZR Nemčije njen
predsednik, je v praksi dejanska izvršilna oblast v rokah zveznega kanclerja. 
Predsednika države za mandat petih let voli prav
za to posebej sklicano telo, zvezna skupščina, ki jo predstavljajo vsi člani
parlamenta in delegati, ki jih izberejo parlamenti posameznih zveznih držav. V
primeru kršenja ustave in zveznih zakonov lahko proti njemu na ustavnem sodišču
sprožijo postopke za njegovo razrešitev. Ta postopek pa lahko sprožita zvezni
zbor in zvezni svet.
Pristojnosti zveznega predsednika so predvsem
reprezentativnega pomena in niso vezane na aktivno oblikovanje političnega
življenja. Odvzeto mu je vrhovno poveljstvo nad oboroženimi silami, ki jih ima
državni poglavar v večini parlamentarnih in predsedniških sistemih. V ZR
Nemčiji ta funkcija v mirnih časih pripada obrambnemu ministru, v času vojne pa
ima poveljstvo nad oboroženimi silami zvezni kancler.

### Sodna veja oblasti
V ZR Nemčiji sodno vejo oblasti sestavljajo zvezno
ustavno sodišče, zvezno vrhovno sodišče (obe imata sedež v mestu Karlsruhe) in druga zvezna in deželna sodišča. 

#### Zvezno ustavno sodišče
Zaradi velikih pristojnosti, ki jih ima ustavno
sodišče, ga mnogi pojmujejo kot najbolj originalno in najzanimivejšo
institucijo v ustavnem sistemu ZR Nemčije. Je najvišji varuh ustave v državi in
je sestavljeno iz dveh panelov oziroma senatov. Vsak ima svoje področje
pristojnosti. Prvi senat je zadolžen za kontrolo norm, ustavnih pritožb s
področja javnih služb, služenja vojaškega roka in civilnega služenja, kazenskih
postopkov, izvrševanja kazni ter sporov med organi. Drugi senat pa skrbi za volilne
pritožbe in je pristojen za prepovedi strank. Sodniki ne morejo prehajati iz
enega panela v drugega, vedno so izvoljeni neposredno v določen senat. V vsakem
senatu je osem sodnikov. Polovico sodnikov v posameznem senatu izvoli zvezni
zbor, drugo polovico pa zvezni svet. Mandat sodnikov traja dvanajst let brez
možnosti ponovne izvolitve.

#### Zvezno vrhovno sodišče
Zvezno vrhovno sodišče je zadolženo za civilno
kazensko pravo. To na najnižjem nivoju izvajajo občinska, deželna in višja deželna
sodišča. Njegova naloga je tudi zagotavljanje pravne enotnosti in izpolnjevanj
prava. Sodnike vrhovnega zveznega sodišča imenujeta skupaj minister za
pravosodje in komite za izbiro sodnikov.

#### Druga zvezna in deželna sodišča
Na podlagi sedanje ureditve sodstva ZR Nemčije na
tem področju obstaja pet vrst sodišč: redna oziroma navadna (odgovorna za
kriminalne zadeve, civilnopravne zadeve in še za nekatere nesporne legalne
procedure), delovnopravna (odločajo o sporih, ki izhajajo iz zaposlitvenih
pogodb), splošna upravna, finančna (ukvarjajo se z obdavčenjem ter drugimi
finančnimi in računskimi zadevami) in socialna sodišča (ukvarjajo se s spori
glede socialne varnosti).

### Relacija med zvezno in prvo podrejeno ravnijo oblasti
Delitev oblasti je osnovna ideja
na kateri danes leži demokratična in federativna ZR Nemčija. Tudi v ZR Nemčiji
je oblast razdeljena na izvršilno, zakonodajno in sodno med zveznim parlament
(Bundestag) in regionalnimi parlamenti (Landtag), med predsednika ZR Nemčije,
zvezno vlado in regionalnimi vladami in med zveznimi ter regionalnimi sodišči.
Bundestag je najvišji zakonodajni organ v ZR Nemčiji. Zvezna vlada predstavlja
najvišjo izvršno oblast, sodno oblast pa zvezna in deželna sodišča. 
Glavni koncept nemškega
federalizma je, da zvezna oblast izvaja široko zakonodajno oblast na področju
meddržavnih zadev, Länder pa so v glavnem odgovorne za
implementacijo zakonov zveznega in regionalnega nivoja. V primeru kjer pride do
kresanja teh dveh zakonodaj, zvezna prevlada nad regionalno, so pa dežele
deležne kar precejšnje avtonomije in moči.
Vse Länder imajo enak pravni
položaj in uživajo enak ustavni status. Imajo veliko avtonomijo pri vodenju
samih sebe, saj zvezna ustava določa le demokratični minimum, v obsegu, da mora
vsaka dežela izvajati načela republikanskega, demokratičnega in socialnega
prava. Lokalna samouprava spada pod avtoriteto
Länder. zvezna oblast pa lahko vpliva na raven lokalne samouprave posredno s
spreminjanjem federalne zakonodajne (s podeljevanjem novih nalog in funkcij) in
na področju davkov.
Ustava daje regijam moč po načelu
subsidiarnosti, so odgovorne za vse javne funkcije in naloge, ki niso
eksplicitno dodeljene zvezni oblasti. V praksi to pomeni, da so policija,
izobrazba, kultura in lokalna samouprava v rokah kompetenc posamezne regije,
njene izvršne avtoritete.
Zvezna oblast na drugi strani operira izključno na področjih zunanjih odnosov,
oboroženih sil, federativne železnice, federativne pošte in federativne
finančne administracije. To pomeni da mora priti na nekaterih področjih med
zvezno in regijsko ravnijo do sodelovanja (ibid). Na tej točki pride v igro
Bundesrat, protiutež Bundestagu , vmesni člen med deželo in
Federacijo.  Bundesrat, zgornji dom
parlamenta, sestavljajo predstavniki Länder preko katerega vplivajo na
zakonodajo na zvezni ravni, kajti posvetovanje z Bundesratom je obvezno pri
odločitvah na zvezni ravni in v primeru zakonov, ki imajo vpliv na interese ter
naravo regij, je tudi potreben njegov konsenz. V nekaterih primerih imajo Länder tudi
pravico do veta, ta pa je deželam pomagala ohraniti mero moči in zakoreninila
kooperativen federalizem.
V Bundestagu je torej
najpomembnejša naloga zakonodajni proces in parlamentarni pregled vlade in
njenega dela, člani Bundestaga pa odločajo tudi o zveznem proračunu in
razporeditev vojaških sil izven ZR Nemčije. V
zakonodajnem procesu kot sem že omenil sodeluje tudi Bundesrat. Bundesrat poda
svoje prvo mnenje o predlogu zakona še preden je ta predlog posredovan
Bundestagu.
Medtem ko je Bundestag dvodomni
parlament na zvezni ravni, na regionalni ravni delujejo Landtagi, ki so
enodomni. Podobno je tudi Landtag zakonodajni organ, vendar v glavnem seže
njihova moč znotraj svojih regij na področja kulture (izobrazba, muzeji,
podpora umetnikom), policijo in lokalno samoupravo – zakone oblikujejo glede na
lastne potrebe in okoliščine. V principu imajo Landtagi proste roke na vseh
področjih razen tistih, kjer jih Osnovni zakon (Grundsgesetz) eksplicitno
omejuje.
Vsaka regija ima poleg svojega
parlamenta tudi svojo vlado, na katere čelu je šef vlade s svojim kabinetom in
ministri. Zvezna vlada pa se ne more vmešavati afere regionalne vlade in ni
institucionaliziranega centralnega vladnega nadzora nad regionalno vlado. Zvezna vlada ima večjo
zakonodajno vlogo, medtem pa ima Land vlada večjo administrativno vlogo – to
prikazuje dejstvo, da Land vlada zaposluje večje število javnih uslužbencev kot
zvezna vlada in lokalne vlade skupaj.
Zvezna vlada in Land vlade si
delijo moči na številnih področjih, kot so: civilno pravo, begunstvo, splošna
blaginja, upravljanje zemlje, zaščita potrošnikov, splošno zdravje in pobiranje
pomembnih statistik (podatki o rojstvih, smrti, porokah). V primeru javnih
medijev, varovanje narave, regijskega načrtovanja in regulacije javnih služb
zvezna vlada postavi splošne smernice politike, ki jih vsaka Land po svoje
podrobneje zastavi in izvaja. Zvezna vlada in Land vlade si delijo odgovornost
tudi na področju širših socialnih skrbi, kot na primer višje šolstvo, regijski
ekonomski razvoj in kmetijske reforme).
Položaj z največjo izvršilno
oblastjo je Kancler, ki je šef države, nadzoruje zvezno vlado in imenuje zvezne
ministre. Deluje torej na zvezni ravni. Predsednik države ima bolj
ceremonialno vlogo in predstavlja ZR Nemčijo doma in po svetu ter je v
interakciji z drugimi ustavnimi organi na različne načine. Ima pa predsednik
države poseben odnos s predsednikom Bundesrata, kajti predsednik Bundesrata
prevzame vlogo predsednika zveze, ko slednji svoje funkcije ne more (obiski
izven države, bolezen, dopust) opravljati ali ob resignaciji.
Tako kot je ZR Nemčija urejeno
federalno je tudi sodni sistem tako strukturiran. Sodstvo izvajajo federalna, oziroma zvezna sodišča in sodišča
16-ih Länder, katera imajo tudi največ dela znotraj nemškega sodnega sistema.
Sodišča, ki sestavljajo nemški
sodni sistem so: redna sodišča, ki se ukvarjajo s kriminalom in z večino
civilnih primerov; specializirana sodišča, to so administrativna, delovna,
socialna, finančna in patentna; konstitucionalna, ustavna sodišča, ki se
osredotočajo na preverjanje delovanje sodnikov in interpretacije ustave. Vsa
redna sodišča in specializirana sodišča so organizirana v štiri stopnje, ki se stopnjujejo
po pomembnosti. Tako na najnižji stopnji delujejo sodišča na lokalni ravni, na
naslednji stopnji regionalna sodišča, na tretji ravni delujejo Land apelacijska
sodišča.
Na vrhu sistema rednih sodišč je
Federalno sodišče (Bundesgerichtshof) v mestu Karlsruhe. To je zadnje
apelacijsko sodišče za vse primere iz nižjih stopenj rednih sodišč. Na zadnji
stopnji imajo vse vrste specializiranih sodišč svoje Federalno (vrhovno)
sodišče. Vsaka regija (razen Schleswig-Holstein) ima tudi svoje ustavno
sodišče. Ta sodišča so administrativno neodvisna in finančno avtonomna od
ostalih vladnih teles – sama lahko pišejo svoj proračun in zaposlujejo ali
odpuščajo ljudi. Najpomembnejše in najvišje sodišča pa je Zvezno ustavno
sodišče ZR Nemčije, ki ga sestavljajo 16 sodnikov za dobo 12 let – pol jih
izbere Bundesrat, drugo polovico pa Bundestag.

## Lokalna samouprava v ZR Nemčiji
Lokalna samouprava mest, občin in okrožij je ključni element sodobnih
ustavnih držav. To je tako imenovana lokalna demokracija, ki zajema volivce na
najnižji ravni državne strukture. ZR Nemčija je klasičen primer "mešanega
modela" javne uprave. Organizacija in administracija te demokracije je v
popolni meri prepuščena občinam, kar je izraz demokracije v praksi in je
nepogrešljiv element pravne države, ki zagotavlja svobodo. Lokalna samouprava
ohranja pristojnost odločanja na lokalni in distriktni ravni za ljudi, in ga
predstavi kot pomemben element decentralizirane razdelitve pristojnosti.
Občine so sestavni del države, so
najnižja raven v državni in v upravni strukturi, so pod federacijo in deželami.
Vsaka od teh ravni je zastopana in legitimirana v parlamentu. Vse
občine imajo enako stopnjo avtonomije, ampak iz vidika mešanega modela javne
uprave je razvidno, da vse občine nimajo enakega pomena v sistemu.
Občine v ZR Nemčiji niso enake in nikoli ne bodo, tako v smislu njihovega
območja, število prebivalcev, finančni moči, političnem vplivu, vplivu na
sistem javne uprave, itd.
Zajamčene pravice mest, občin in
okrajev so določene v temeljnih zakonih Zvezne republike ZR Nemčije in v
posameznih ustavah zveznih dežel, te pravice zagotavljajo občinam pravico
upravljati vse svoje zadeve same, seveda v mejah, določenih z zakonom. Ta
ustavna izjava pravic v temeljnih zakonih Zvezne republike ZR Nemčije, daje
precejšne pristojnosti občinam, zlasti na področjih, kjer zvezni zakon nima
popolne avtoritete. Pomembno je še poudariti, da občine v ZR Nemčiji zelo dobro
izkoriščajo svojo moč.
Če primerjamo sisteme lokalne
samouprave posameznih zveznih dežel lahko vidimo, da je možnosti za opredelitev
nemških občin na več načinov. V ZR Nemčiji je mogoče identificirati štiri
različne modele lokalne samouprave. Ta delitev izhaja iz drugačnega
zgodovinskega razvoja zveznih dežel, od geografske lege znotraj mej obstoječega
ozemlja Zvezne republike ZR Nemčije do originalnih dodelitev  mej in zakonov okupacijskih sil po koncu
druge svetovne vojne.
Mnogi raziskovalci, npr.
Stanislav Balik, Anderson ali Wehling so ustvarili tipologijo za ločevanje
posameznih vrst lokalne samouprave. Uporabili so štiri osnovne kategorije za
razdelitev občin; a) South German Council Organization (Süddeutsche
Ratsverfassung); b) Mayoral organization (Bürgermeisterverfassung); c) North
German Council Organization (Norddeutsche Ratsverfassung) in d) Magistrat
Municipal System (Magistratverfassung).
Te štiri oblike je bilo možno
najti na začetku devetdesetih let, takoj po ponovni združitvi ZR Nemčije. North
German Council Organization (Norddeutsche Ratsverfassung) in Mayoral Organization
(Bürgermeisterverfassung) pa danes ne obstajata več. Čeprav sta te dve obliki
lokalne samouprave obstali le za kratek čas in sta se kasneje transformirali v
South German Council Organization (Süddeutsche Ratsverfassung), jih bomo na
kratko predstavili.
Mayoral Organization daje županu
najvišji položaj v občini in je v nasprotju s North German Council
Organization, ki temelji na načelu deljenja upravne moči (župan in občinski
svet), župan v tem sistemu ni izvoljen neposredno, ampak ga izvolijo posredno
in sicer v  občinskem svetu, kljub temu
pa ima župan močan vpliv v takšnem sistemu.. On ali ona je šef
uprave, deluje v imenu občine in vodi občinski svet. Ta model upravljanja
prihaja iz Francije.
V North German Council Organization ima
občinska uprava samo en organ, občinski svet. Župan vodi ta organ in je tudi
izvoljen prek njega. vrhovni "administrator" občinskega sveta je pa
uradnik (direktor), ki nima avtonomne pozicije, in je v celoti podrejen svetu.
Na takšen sistem občine je možno gledati kot na tekmovanje med Županom in
mestnimi uradniki, torej med dvema položajema najvišje upravne moči.
Če pogledamo bližje na danes
najbolj uporabljene sisteme občin, lahko opazimo, da je najbolj razširjen model
South German Council Organization. Takšen sistem se na primer, uporablja na
Bavarskem in v mnogimi vzhodno nemškimi zveznimi deželami. Na čelu takšne
občine je župan, ki ima zelo močan položaj. Župan je v takšnem občinskem
sistemu izvoljen neposredno na volitvah. On ali ona vodi na primer občinski
(ali mestni) svet in vodi vse njene odbore. je najvišji predstavnik
administracije in najvišji predstavnik občine. Nasproti mu ali ji je občinski
(oziroma mestni svet), ki ga izglasujejo občani . Organ
odločanja je občinski svet, ki je sestavljen iz župana in članov občinskega
sveta, Svetniki imajo častne položaje in niso vezani na navodila in provizije
svojih volivcev.
Magistratni sistem pa temelji na
dvojnem sistemu administracije. uporablja se, na primer, v zvezni deželi Hessen
- in je značilna predvsem za delitvijo nalog med občinskem svetu, ki jih občani
volijo neposredno in Magistrata, kolegijskega organa. Občinski svet, imenovan
tudi občinske seje (Stadtverordnetenversammlung) v Hessnu, je najvišji organ v
občini in izvoli svojega predsednika. Občinski svet je odgovoren za vse lokalne
zadeve. Izvršilni organ je Magistrat, in je v obliki kolegijskega organa, vodi
ga uprava lokalne skupnosti. Magistrat je sestavljen iz strokovnih in častnih
članov, ki se volijo v občinskem svetu. V Hessnu je danes Župan izvoljen neposredno
in je predsednik Magistrata, ne pa občinskega sveta.
V ZR Nemčiji je Občinski svet
predstavniški organ občine, volivci ga volijo na podlagi splošne, enake,
volilne pravice na neposrednimi volitvami s tajnim glasovanjem na posameznem
območju. Prebivalci občine, ki so starejši od 18 let (v nekaterih deželah tudi
16) imajo pravico glasovanja. Kar se tiče pasivne volilne pravice, ni nobenih
razlik, vsi državljani  starosti 18 let
ali več imajo pravico biti izvoljen . Mandat občinskih predstavnikov
je poleg dveh zveznih dežel enak, se pravi 5 let. Samo Bavarska (6 let) in
Bremen (4 leta) sta izjema in imata različno dolge mandate kot druge dežele.
Občinski svet lahko v skladu s svojimi potrebami tvori tudi različne odbore.
Najvišji predstavnik občine je po navadi župan.
Izvolitev župana lahko poteka na
dva načina. On ali ona je lahko izvoljen neposredno s strani državljanov ali
posredno s strani občinskega sveta. Na župana je mogoče gledati v dveh
lučeh;  župan je najvišji politični
predstavnik občine, njegov zakoniti namestnik. Župan je izvoljen posredno v občinskem
svetu in ima politično podporo. V tem smislu ima župan bolj vlogo politika in
ne vloge zastopnika interesov občine, saj je bil posredno izvoljen v občinskem
svetu . Lahko pa je voljen neposredno, župan je potem videti kot
oseba, ki dejansko predstavlja interese občanov, saj je javnost tista, ki daje
županu njegovo moč oziroma njegovo legitimnost. Na podlagi različnih
relevantnosti županov je njihov mandat v posameznih zveznih deželah drugačen.
Mandati županov se ne rabijo skladati z mandati svetnikov v občinskem svetu.
Zvezne države imajo pomembno mesto v
političnem sistemu Federativne Republike ZR Nemčije in v njeni občinski
strukturi. Zvezne dežele imajo pravico do lastnega zakonodajnega postopka in
regulacijo državne občinske strukture. Za obliko občinskega sistema so predvsem
odgovorne zvezne dežele države same, zato je v ZR Nemčiji mogoče najti tako
različne oblike lokalne samouprave.

## Delitev pristojnosti ter načini sodelovanja med zvezno, deželno in lokalno oblastjo v ZR Nemčiji
Značilnost nemškega
federalizma po kateri se razlikuje od drugih je poseben način razdelitve pristojnosti, ki sega nazaj k tradiciji
in praksi Bismarckovega imperija. Medtem ko so praktično vse pomembne
zakonodajne pristojnosti skoncentrirane na zvezni ravni, je implementacija in
administracija izključna domena dežel.
Zvezna Republika ZR Nemčija ja
znana tudi po lokalni oziroma komunalni samoupravi to pa zaradi bogate
raznovrstnosti nemških lokalnih skupnostih. V osnovi ima sicer nemški model le
dvoje lokalnih skupnosti: občino (Gemeinde) in okraj (Landkreis); v nekaterih
večjih deželah (na primer na Bavarskem) poznajo tudi tretjo raven lokalne
samouprave, in sicer v okviru državne teritorialne enote vladnega okrožja
(Ragierungsbezierk).

### Hierarhija predpisov
Vse pomembnejše zakonodajne akte moreta sprejeti oba domova v federalnem
sistemu. Zgornji dom ali Bundesrat je sestavljen iz delegiranih  predstavnikov deželnih vlad, preko katerega
dežele sodelujejo pri sprejemanju zakonodaje in upravljanju zveze ter v zadevah
Evropske unije. Iz tega sledi, da je proces medvladnih pogajanj
institucionaliziran v centralnem zakonodajnem procesu. Bistveno vlogo igra
zakonodajna posredniška komisija, ki je sestavljena iz obeh domov parlamenta.
Ustava je na vrhu hierarhije notranjih
predpisov. Prednost ima pred vsemi drugimi viri notranjega prava in je kot
ustava instrument, od katerega je odvisen celoten pravni sistem ZR Nemčije.
Vsak predpis, sprejet v ZR Nemčiji, mora biti v skladu z ustavo tako po obliki
kot tudi vsebini. Ustavo se lahko spremeni z dvotretjinsko večino v
Bundestagu in v Bundesratu. Nekateri ključni elementi ustave, kot so delitev
zveze v dežele, njihovo sodelovanje v zakonodajnem postopku in načela se
nikakor ne smejo spremeniti. Splošna pravila mednarodnega prava so
hierarhično nižja od ustave, vendar višja od zveznih in deželnih predpisov.
Ustava izrecno določa, da so ta splošna pravila sestavni del zveznega prava, da
imajo prednost pred tem pravom in neposredno ustvarjajo pravice in dolžnosti
prebivalcev zveznega ozemlja. Deželno pravo ne sme biti v nasprotju z zveznim
pravom. 31. člen ustave določa: »Zvezno pravo ima prednost pred deželnim
pravom.« To načelo velja ne glede na hierarhičen status nasprotujočih si
predpisov, tako da, na primer, zvezni predpis prevlada nad ustavo dežele.

### Razmerje med pristojnostmi zvezne, deželne in lokalne oblasti
Ustava Zvezne Republike ZR Nemčije določa tri vrste zakonodajnih področij: področja v izključni pristojnosti zveze, področja konkurirajoče pristojnosti zveze in dežel in vsa ostala področja, kjer velja izključna zakonodajna pristojnost dežel. Domneva se torej zakonodajna pristojnost dežel, vendar velja, da zvezno pravo prebija deželno.

### Izključna zakonodajna prisotnost Zvezne oblasti
Na področjih, ki spadajo v izključno zakonodajno pristojnost zveze, imajo dežele zakonodajno pristojnost le v primeru izrecnih pooblastil iz zveznega zakona (71. člen ustave).
Zveza ima izključno zakonodajno pristojnost na področjih zunanje politike vključno z varovanjem civilnega prebivalstva. Odloča o svobodi gibanja, federalnem državljanstvu, izdaji potnih listov, osebnih izkaznic, preseljevanje, izseljevanje ter izročitev. Naloga zveze je tudi, da določi mere in teže ter valuto (kovanci, bankovci). Skrbi za enake carine in trgovska območja, pogodbe glede trgovine, prost pretok blaga ter načini plačila s tujimi državami.

### Deljena zakonodajna pristojnost med Zvezno in Deželno oblastjo
Na področjih deljene zakonodajne
pristojnosti, imajo dežele pravico sprejeti določeno zakonodajo, če zveza ne
izvaja svoje zakonodajne pristojnosti na tem istem področju. Pravna področja iz deljene zakonodajne
pristojnosti vključujejo: civilno, kazensko in cestno-prometno pravo ter tudi
pravo o društvih, pravo o bivanju in naselitvi tujih državljanov, pravo v zvezi
z gospodarskimi zadevami, delovno pravo in določene vidike prava varstva potrošnikov.
V zvezi z določenimi vprašanji iz deljene pristojnosti, navedenimi v členu 74
ustave, ima zveza pravico sprejeti zakonodajo samo, če vzpostavitev enakih
življenjskih pogojev na ozemlju zveze ali vzdrževanje pravne ali gospodarske
enotnosti zahteva zvezne predpise v nacionalnem interesu.

### Pristojnosti lokalne veje oblasti
Kot že rečeno ima ZR Nemčija
raznovrstno lokalno samoupravo, čeprav se v osnovi le ta deli na dvoje lokalnih
skupnosti: občino (Gemeinde) in okraj (Landkreis). Največja posebnost
samoupravne ureditve pa je ta, da obsega dva oz. celo tri tipe občin: navadno
(podeželsko) občino, samostojno mestno občino in iz okraja izločeno mestno
občino. Razlika je v pristojnostih občin in v njihovem odnosu do okraja:
navadne občine so vključene v okraj (kreisangehoerige Gemeinden); samostojne
mestne občine (selbstaendige Staedte) imajo - poleg pristojnosti navadnih občin
tudi del od države prenesenih pristojnosti, ki jih imajo iz okraja izločene
občine, iz okraja izločene mestne občine (Kreisfreie Staedte) pa imajo
pristojnosti in položaj okraja. Za
nemške občine velja, po deželnih zakonih o občinah (Gemeindeordnungen), načelo
univerzalne pristojnosti glede vseh javnih zadev. Občine so načeloma pristojne
za izvajanje javnih nalog na svojem območju. To pomeni, da načeloma niso
pristojne le za lokalne zadeve, pač pa tudi za zadeve širšega, tudi državnega
pomena, kolikor pač zakon posamezne zadeve ne presodi drugi lokalni skupnosti
ali državi sami. Dejansko je torej zakon tisti, ki razmejuje delavno področje
občine v razmerju do države in okrajev - po presoji parlamenta, kaj je lahko
stvar občinske samouprave - izhajajoč iz navadnega širokega koncepta  o funkcijah občine. V praksi je sicer tako,
da opravljajo tudi nemške občine v prvi vrsti lokalne zadeve, delež prenesenih
državnih zadev pa je velik zlasti v mestnih občinah in v okrajih. Lokalne
zadeve so kot že rečeno lastne oziroma samoupravne naloge občin, ki si jih te
lahko same določajo; lastne so tudi naloge, ki jih občinam kot take določi - z
zakonom ali drugimi predpisi država. Prenesene oziroma naložene pa so tiste
naloge občin, ki so v bistvu državne, vendar jih država z  zakonom prenese v izvajanje občinam, te
naloge izvajajo po smernicah in pod nadzorstvom pristojnih državnih organov.
Tako ima nemška občina dejansko tri področja nalog. Kar dve od treh področij
temeljita na državni zakonodaji. To pomeni, da je v nemški model lokalne
samouprave vgrajen tok prenašanja državnih nalog na lokalne skupnosti.